# 圣保罗勒弗鲁瓦
圣保罗勒弗鲁瓦（法語：Saint-Paul-le-Froid，法語發音：[sɛ̃ pɔl lə fʁwa]）是法国洛泽尔省的一个市镇，属于芒德区。

## 地理
圣保罗勒弗鲁瓦（44°48'59"N, 3°33'38"E）面积44.17 平方千米，位于法国奧克西塔尼大區洛泽尔省，该省份为法国南部内陆省份，北起上盧瓦爾省和康塔爾省，西接阿韦龙省，南至加尔省，东临阿尔代什省。
与圣保罗勒弗鲁瓦接壤的市镇（或旧市镇、城区）包括：托拉斯、格朗里约、拉帕努斯、马尔热里德地区圣德尼、圣厄拉利、沙纳莱耶、贝莱尔瓦勒当斯。

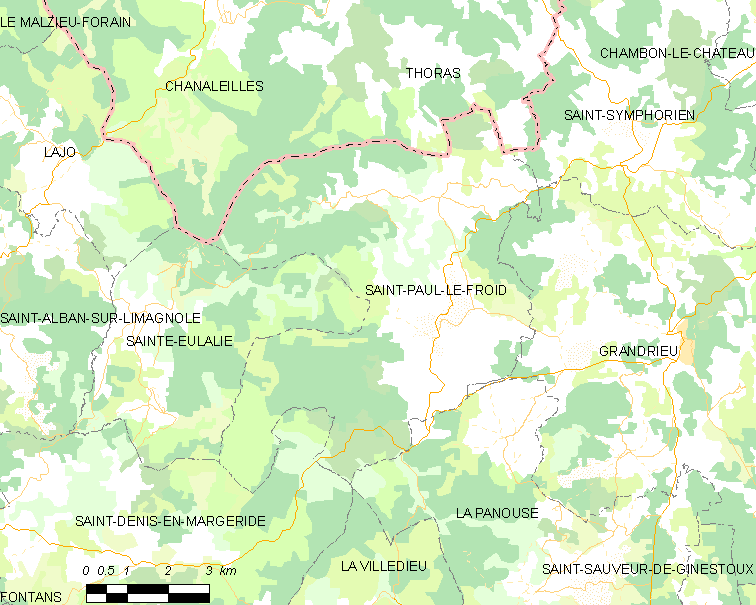
圣保罗勒弗鲁瓦的OSM定位图

圣保罗勒弗鲁瓦的时区为UTC+01:00、UTC+02:00（夏令时）。

## 行政
圣保罗勒弗鲁瓦的邮政编码为48600，INSEE市镇编码为48174。

## 政治
圣保罗勒弗鲁瓦所属的省级选区为格朗里约县。

## 人口

1962-2008年间圣保罗勒弗鲁瓦人口变化图示

圣保罗勒弗鲁瓦于2022年1月1日时的人口数量为134人。